# 王律智
王律智（1992年3月23日—）是前臺灣男子籃球運動員，場上主打前鋒位置。

## 生平
王律智來自臺東縣長濱鄉，雙親皆為阿美族人，就讀神岡國中與青年高中都不是籃球校隊成員，進入明道大學就讀精緻農業學系，由於在新生盃展現灌籃能力被總教練沈欣漢拉進校隊，超級籃球聯賽生涯效力於桃園璞園建築，曾兩度參加SBL灌籃大賽，第二次參賽在決賽中飛越隊友陳堅恩奪得灌籃大賽冠軍。